# Государственная премия имени Бируни
Государственная премия Республики Узбекистан имени Бируни в области науки и техники (узб. Фан ва техника соҳасида Беруний номидаги Ўзбекистон Республикаси Давлат мукофоти) — премия, присуждаемая за выдающийся вклад в развитие отечественной науки, внедрение новых технологий, за достижения в области общественно-гуманитарных наук, за современные учебные пособия для высших учебных заведений, выдержавшие три и более переизданий.

## История
Государственная премия Узбекской ССР имени Бируни (Абу Райхан Бируни) в области науки и техники была учреждена в 1967 году.
Лауреатами премии в разное время были: первый президент АН УзССР Ташмухамед Ниязович Кары-Ниязов, геолог Владимир Иванович Попов, академик Халил Ахмедович Рахматулин, физик Иммануил Лазаревич Фабелинский, академик Иззат Султан, ботаник профессор Андрей Васильевич Благовещенский и др.
Постановлением Кабинета Министров Республики Узбекистан от 13 февраля 1996 года № 59 премия переименована в «Государственную премию Республики Узбекистан имени Бируни (Абу Райхан Бируни) в области науки и техники».
Премия упразднена указом Президента от 25 июля 2006 года № УП-3781 «Об учреждении государственных наград Республики Узбекистан в сфере науки и техники, литературы, искусства и архитектуры» в связи с учреждением Государственной премии Республики Узбекистан.

## Порядок присуждения премии
Премия присуждалась один раз в два года с 1991 года и один раз в три года, начиная с 1996 года. Всего присуждено 6 премий, из которых одна за учебное пособие. Научные труды, номинируемые на премию, должны были быть опубликованы в печати не менее чем за год до номинации.
Номинация работ на премию производилась учёными, научно-техническими советами научных и учебных учреждений и предприятий, при обязательном широком освещении в средствах массовой информации. Представленные работы рассматривались Комитетом по Государственной премии Республики Узбекистан имени Бируни при Кабинете Министров.
Повторное присуждение премии было возможно не ранее, чем через 10 лет со дня последнего награждения.
Сумма премии была установлена равной 120-ти кратному размеру минимальной заработной платы.
Награждённым вручались диплом, почетный знак и удостоверение лауреата. При посмертном вручении премии регалии лауреата передавались его семье.

## Нагрудный знак
Нагрудный знак выполнен в форме восьмигранника, на аверсе изображён портрет Бируни в обрамлении лавровой ветви. Нагрудный знак соединяется с колодкой, покрытой муаровой лентой цветов государственного флага.
Почетный знак лауреата носится на правой стороне груди.